# Blackfoot
Blackfoot (sortfod) er en samlebetegnelse for fire stammer af oprindelige amerikanere, der under ét kaldes The Blackfoot Confederacy, eller Niisitapi på deres eget sprog, hvilket betyder "Det originale folk", (original her i betydningen oprindelig). Tre af stammerne bor i provinsen Alberta i Canada, og en stamme bor i det nordlige Montana i USA.
De tre stammer i Alberta er North Peigan, Kainai Nation og Siksikáwa Nation. I Montana lever stammen South Peigan. De fire grupper har et fælles sprog og en fælles kultur, og de har altid haft aftaler om gensidigt forsvar, lige som det var helt almindeligt at gifte sig på tværs af stammerne. Stammen kaldes ofte Blackfeet, men dette er ikke korrekt. Det er kun en af de fire stammer, der har dette navn, nemlig Sisikáwa og dette navn betyder "sortfod" ikke "sortfødder."

## Historie
Oprindeligt var Blackfoot-folket meget uafhængige og havde stor succes som krigere. Deres territorium strakte sig fra det nuværende Edmonton i Alberta, Canada i nord til Yellowstonefloden i Montana i syd og fra Rocky Mountains langs Saskatchewanfloden mod øst til den anden side af den nuværende provinshovedstad Regina i Saskatchewan.
Stammen var længe allieret med den lille gros ventre-stamme og også sarsi-indianerne.:10 
Høvding Heavy Runners lejr ved Marias River blev massakreret af den amerikanske hær i 1870.
I USA underskrev stammen i 1887 en traktat, der gav dem deres eget reservat, og det samme var sket i Canada allerede i 1877.

## Levevis
Den basale enhed hos Blackfoot folket var "gruppen", som stod over familien. En gruppe bestod typisk af mellem 10 og 30 tipier med omkring 80 til 240 mennesker. En gruppe var stor nok til at forsvare sig mod fjender, men ikke større end at den stadig var fleksibel. En gruppe havde typisk en respekteret leder, og dennes nærmeste familie var også medlem af gruppen. De øvrige gruppemedlemmer behøvede ikke at være indbyrdes beslægtede. En person kunne frit forlade en gruppe og tilslutte sig en anden, hvilket ofte skete, da grupperne blev defineret af deres opholdssted, ikke familiemæssige relationer. På samme måde kunne en gruppe helt gå i opløsning og medlemmerne tilslutte sig andre grupper, hvis livsbetingelserne blev for hårde det sted, hvor gruppen boede. Denne fleksibilitet var ideel for en stamme, der levede som jægere på sletterne i det nordlige USA og sydlige Canada.
Folket var nomader om sommeren, hvor de fulgte bisonernes vandringer. Om vinteren levede de bofast, typisk langs vandløb, hvor der var skov, hvor også bisonerne overvintrede. Disse vinterlejre lå normalt med omkring en dagsrejse til fods fra hinanden, men af og til kunne to grupper godt gå i vinterlejr sammen, hvis der var tilstrækkeligt med føde i et område. Om foråret, når bisonerne igen søgte ud på sletterne, fulgte Blackfoot-folket med.
Om sommeren, når bærrene på den ellebladede bærmispel modnede, mødtes alle gupperne til den årlige soldans, den vigtigste af årets stammeceremonier. Det var det eneste tidspunkt på året, hvor hele stammen samledes for at styrke de sociale bånd mellem grupper og individer, og så snart ceremonien var ovre, søgte grupperne igen hver til sit.
Denne livssform bevarede stammen helt op til begyndelsen af 1880'erne, hvor bisonerne stort set var udryddede på sletterne, og de måtte tilpasse sig de hvides måde at leve på.

## I dag
I dag består Blackfoot Confederacy af ca. 31.000 medlemmer, heraf omkring 16.000 i Canada og 15.000 i USA. Økonomien er typisk baseret på landbrug og kvægavl samt lettere industri, og stammen er begyndt at genoptage gamle stammetraditioner.
Den, i Danmark, meste kendte person af Blackfoot afstamning er nok skuespilleren Mykelti Williamson, der spillede Bubba Blue i filmen Forrest Gump.

## Kultur

### Respekt for værdsatte afdøde
Højt værdsatte krigsledere fik et mindesmærke af natursten efter deres død. Fra en tipiring med forbindelse til høvdingen lagde folk sten i et varierende antal kortere eller længere linjer væk fra den.:52  Høvding Bull Back Fat blev æret med sådan et ”medicinhjul” efter sin død i 1842, men skikken var allerede i brug, før stammen fik heste.:53 

### Klippekunst
Folk fra Blackfoot-stammen står bag en del klippekunst, bl.a. flere indridsede motiver i sandstenene i Writing-On-Stone Provinspark i Alberta.

### Vintertællinger
Enkelte i stammen førte kortfattede, historiske optegnelser i form af vintertællinger.

## Eksterne referencer
- Blackfoot Conderacy hjemmeside Arkiveret 18. april 2007 hos  Wayback Machine
- Stammens sprog og historie